# اینوه استیرنسپتز
اینوه استیرنسپتز (انگلیسی: Yngve Stiernspetz؛ ۲۷ آوریل ۱۸۸۷ – ۴ آوریل ۱۹۴۵) ژیمناست هنری اهل سوئد بود.
وی در مسابقات کشوری و بین‌المللی در مجموع برندهٔ ۱ مدال طلا شده‌است.